# Teroristické útoky v Bejrútu v listopadu 2015
Teroristické útoky v Bejrútu v listopadu 2015 se odehrály 12. listopadu 2015, kdy dva sebevražední atentátníci odpálili výbušniny ve čtvrti Burj el Barajneh na jižním předměstí Bejrútu. Útoky si vyžádaly nejméně 43 obětí, dalších více než 200 lidí bylo zraněno. K odpovědnosti za útok se přihlásila teroristická organizace Islámský stát. Od tohoto útoku se dodnes (září 2017) v Bejrútu žádný další útok neodehrál.